# Барт, Виктор Сергеевич
Виктор Сергеевич Барт (фр. Victor Barthe; 8 апреля 1887, Величаевское, Новогригорьевский уезд, Ставропольская губерния, Российская империя ― 27 мая 1954, Москва, СССР) ― русский живописец, теоретик искусства.

Виктор Барт. Двойной автопортрет

## Биография
Родился в семье ветеринарного врача. В 1905 году окончил сумское реальное училище. Учился в Московском училище живописи, ваяния и зодчества (1906—1911), где познакомился с М. Ларионовым, Н. Гончаровой, Д. Бурлюком, В. Маяковским. В 1911 году исключён, как он сам писал, «за отрицание училищной догматики и дисциплины».
С 1911 года учился в Школе рисования при ОПХ и Высшем художественном училище при Академии художеств, откуда тоже был исключён.
С началом Первой мировой войны прапорщик в действующей армии. В 1916 году с войсками особого назначения во Франции, затем, находясь в Русском экспедиционном корпусе, воевал в Салониках.
С 1917 года жил в Париже, писал картины, теоретические статьи о живописи. Участвовал в парижских выставках. В 1923 году В. В. Маяковский в своём парижском очерке писал о нём: «Я был в мастерской Барта, очень знакомого нам художника до войны, человека серьёзного, с большим талантом, — в его крохотном поднебесном ателье, я видел десятки работ несомненно интересных и по сравнению с любым французом».
В 1925 году вместе с советскими художниками оформлял павильон СССР на международной парижской выставке.
В 1936 году вернулся в СССР.

## Творчество

Иллюстрация к стихотворению А. С. Пушкина «Вишня»

В 1910-х гг. известен как художник-авангардист, организатор и участник выставок «Бубновый валет» (1910—1911), «Ослиный хвост» (1912), «Мишень» (1913). В работах Барта того времени чувствуется влияние М. Ларионова и неопримитивизма.
В журнале «Млечный путь» напечатал искусствоведческую работу «Теория композиции в живописи».
Написал картины «Мальчик и дискобол», «Изображение лошади, дерева и человека», «Женщина с башнями» и др. Иллюстрировал «Повести Белкина» А. С. Пушкина и «Опыты» М. Монтеня. В статьях задавался вопросами теории композиции в живописи.
В Париже выступал с докладами о живописи на собраниях русских художников. Опубликовал статью «Относительность живописных выражений» («Удар», 1922, № 3). Вместе с И. Зданевичем и С. Ромовым вошёл в комитет группы «Через» (1923—1924). Участвовал с С. Грановским и С. Делоне в оформлении благотворительных постановок «Воздушное сердце» Т. Тцары и «Остров Пасхи» Зданевича.
Участвовал в выставке «Сотня с Парнаса» в кафе Le Parnasse (1921), выставках русских художников в галерее Whitechapel в Лондоне (1921), выставках в парижских галереях La Licorne (1923), T. Carmine (1924, вместе с А. Ланским и К. Терешковичем), M. Henry (1925, вместе с А. Ланским, Терешковичем, И. А Пуни, П. Челищевым и М. Шагалом), А. Manteau (1928, вместе с М. Блюмом и А. Минчиным), Zak (1929, вместе с М. Стерлингом), d’Alignan (1931), в пражской выставке русской живописи (1935). Участвовал в выставках парижских салонов: Независимых (1922, 1925, 1926), Осеннего (1928) и Тюильри (1930).
Вернувшись в СССР, занимался книжной иллюстрацией ― «Сказка о царе Салтане» А. С. Пушкина, «Мишкины соседи» З. Александровой (1937), «Стихи» Н. А. Некрасова (1939), «Олеся» Янки Купалы (1940), детский календарь «Круглый год» (1948) и др.
В 1943—1948 гг. создал серию литографий «Москва в её прошлом и настоящем». С 1951 года рисовал учебные пособия.
Работы В. Барта хранятся в собрании Государственного музея В. В. Маяковского.

## Увлечение шахматами
Барт играл в шахматы на профессиональном уровне. В шахматном журнале «Les Cahiers de l’Echiquier Français» (за ноябрь—декабрь 1936 года), будучи во Франции, он опубликовал рассказ о встрече итальянского шахматиста XVI века Паоло Бои с Дьяволом в образе прекрасной незнакомки и шахматной партии, состоявшейся между ними. К рассказу прилагались шахматная задача и рисунок Барта, иллюстрирующие сюжет.